# Jan Hloušek
Jan Hloušek (10. března 1950 Karlovy Vary – 27. dubna 2014 Jáchymov) byl geolog, mineralog a historik v Jáchymově.

## Studium a mládí
Studoval gymnázium, kde maturoval v roce 1968. Poté se neúspěšně hlásil na Vysokou školu chemicko-technologickou v Praze. Další neúspěšné přihlášky (2x) podal na Přírodovědeckou fakultu UK v Praze. Důvodem nepřijetí byl handicap – v 16 letech přišel o levou ruku v zápěstí při výbuchu v jeho laboratoři. Byl přijat až na základě zákroku děkana, a to na studium hydrologie. Po půl roce byl přijat na studium mineralogie. V roce 1976 obhájil doktorát pod vedením prof. Františka Čecha. Diplomová i rigorózní práce se týkaly Jáchymova a výzkumu supergenních minerálů.

## Zaměstnání
V letech 1976 až 1993 pracoval v Ústavu pro výzkum rud v Mníšku pod Brdy. Zde mimo jiné upravil a vylepšil úpravu Debye-Scherrerovy komůrky na Gandolfiho metodu. V roce 1993 přesídlil do Jáchymova, kde provozoval obchod s minerály a věnoval se badatelské činnosti.

## Dílo
- řada vědeckých prací ve světových mineralogických časopisech
- dva soubory prací, týkající se supergenní a primární minerální asociace jáchymovského ložiska (vyšlo v Journal of the Czech Geological Society)
- objev, popis a zařazení řady minerálů včetně endemitních (hloušekit, svornostit, štěpit a další)
- komplexní práce o Jáchymovu, volně umístěná na http://www.jachymov-joachimsthal.cz/
- unikátní sbírka minerálů a hornin Jáchymovského rudního revíru, obsahující i 35 typových minerálů (tedy takových, které byly v Jáchymově nalezeny a popsány poprvé na světě). Tuto sbírku odkázal Muzeu Karlovy Vary, které sídlí v jáchymovské Mincovně.